# Еринг (Баварска)
Еринг (њем. Ering) општина је у њемачкој савезној држави Баварска. Једно је од 31 општинског средишта округа Ротал-Ин. Према процјени из 2010. у општини је живјело 1.907 становника. Посједује регионалну шифру (AGS) 9277118.

## Географски и демографски подаци
Еринг се налази у савезној држави Баварска у округу Ротал-Ин. Општина се налази на надморској висини од 340 метара. Површина општине износи 39,6 km². У самом мјесту је, према процјени из 2010. године, живјело 1.907 становника. Просјечна густина становништва износи 48 становника/km².

## Међународна сарадња
| Мјесто  | Држава   | Врста сарадње | Од    |
| ------- | -------- | ------------- | ----- |
| Ченгеле | Мађарска | контакт       | 1991. |
| Извор   |          |               |       |